# Въглевоз
Въглевоз, (на английски: Collier) – тип плавателен съд със специална конструкция, предназначен за превоз за въглища в насипно състочние.
Въглевозите имат големи товарни люкове почти по цялата ширина на съда и надлъжни прегради в диаметрална плоскост в просветите между люковете, възпрепятстващи разместването на въглищата в трюмовете при люлеене на кораба. За увеличение на газенето при плаване бе товар в обратния рейс се предвиждат подпалубни и бордови цистерни. Капитанския мостик, жилищните помещения и машинното отделение се намират, като правило, на кърмовата част на съда.
Разпространен е по времето, когато въглищата са основно гориво за парните машини. Обикновено няма специални приспособления за бункеровка, разчита се на бреговата механизация и физическия труд на товарачи и екипажа.
Поради ниската ефективност на въглищните котли и на самите парни машини въглевоза има значително влияние на мобилността на параходите, особено на бойните кораби. Така например, малкото въглевози систематично задържат походите на 2-ра Тихоокеанска ескадра и в резултат съществено повлияват на изхода на Руско-японската война.
По същата причина водещите морски държави в края на 19 век и началото на 20 век в поддържат мрежа от пунктове за бункеровка по целия свят. Част от нея са въглищните залива и корабите-въглевози.
През 20 век въглевози моряците също така наричат и корабите с котли работещи на въглища, за разлика от парните установки, работещи на течно гориво.